# Clarkdale
Clarkdale é uma vila localizada no estado americano do Arizona, no condado de Yavapai. Foi incorporada em 1957.

## Geografia
De acordo com o United States Census Bureau, a vila tem uma área de 27,4 km², onde 27 km² estão cobertos por terra e 0,4 km² por água.

### Localidades na vizinhança
O diagrama seguinte representa as localidades num raio de 32 km ao redor de Clarkdale. 

## Demografia
Segundo o censo nacional de 2010, a sua população é de 4 097 habitantes e sua densidade populacional é de 151,8 hab/km². Possui 2 059 residências, que resulta em uma densidade de 76,3 residências/km².